# Libor Krátký
Libor Krátký (* 27. května 1944) je bývalý český politik, v 90. letech starosta městské části Praha 2, na přelomu 20. a 21. století poslanec Poslanecké sněmovny za ODS.

## Biografie
V komunálních volbách roku 1994 byl zvolen do zastupitelstva městské části Praha 2 za ODS. Mandát obhájil v komunálních volbách roku 1998 a komunálních volbách roku 2002. Neúspěšně se o znovuzvolení pokoušel v komunálních volbách roku 2006. Profesně se k roku 2002 uvádí jako strojní inženýr, k roku 2006 coby zástupce starosty. Jako zástupce starosty Prahy 2 se uvádí již roku 1993. V roce 1994 se stal i starostou této městské části. Na starostenském postu setrval do roku 1998. Byl zároveň předsedou oblastního sdružení ODS Prahy 2.
Ve volbách v roce 1998 byl zvolen do poslanecké sněmovny za ODS (volební obvod Praha). Byl členem sněmovního výboru pro veřejnou správu, regionální rozvoj a životní prostředí. V parlamentu setrval do voleb v roce 2002.